# Albalonga Catena
L'Albalonga Catena è una struttura geologica della superficie di 4 Vesta.